# 鍾城郡
鍾城郡（チョンソンぐん）は、朝鮮民主主義人民共和国咸鏡北道の北部にかつてあった郡。15世紀に豆満江沿いに置かれた六鎮の一つに由来する。1974年に廃止され、大部分は穏城郡に併合された。

## 地理
豆満江沿いに位置した。かつての中心部は、現在穏城郡鍾城労働者区である。
植民地期には、北に穏城郡、西南に会寧郡、東に慶源郡と境を接した。郡域であった上三峰（現・穏城郡三峰労働者区）から対岸の中国吉林省に鉄道橋が架けられるなど、朝鮮東北部における交通の要衝であった。

## 歴史

### 設置
元は高麗国の土地であったが、「野人」(ウリャンカイ：女直の一種) が虚に乗じて移住して以来、愁州と呼ばれた。その後、李朝と野人の間で紛争が続き、世宗16年 (1434) 旧暦の春、世宗は寧北鎮を伯顔愁所に移徙させて、斡木河の地に会寧鎮を設置し、さらに翌17年 (1435)、寧北鎮の跡地に鍾城鎮を設置して会寧鎮から400戸を移籍させ、鎮節制使に知郡事務を兼任させた (→鍾城郡)。「鍾城」の名は、「覆鍾 (伏せた鐘)」に似た山があり、胡人 (女真) の言葉で「童巾 (＝鐘) 山」と呼んだことに因む。
同22年 (1440) には愁州が豆満江江隈の賊路要害 (童巾山南麓→現・穏城郡鍾城労働者区) に移徙し、それに伴って郡治を同地に移設。元の古城は都節制使の行営とした。

### 府制
翌23年 (1441)、都護府に昇格。童関、東豊、西豊、鷹谷、防垣の五堡を設置。東は慶源鳳凰岩から35里、西は豆満江から2里、南は会寧から100里、北は穏城から35里の距離に位置し、人戸900、人口21,815、軍丁は甲士12、正軍724を数えた。

### 廃止
1895年、行政区画の再編により鍾城郡となった。1974年、主要部が北隣の穏城郡に、東部がセビョル郡に、南東部が恩徳郡に、西南部が会寧市にそれぞれ分割併合され、鍾城郡は廃止された。

### 年表
この節の出典
- 李朝世宗17年 (1435)：鍾城郡を設置。
- 李朝世宗23年 (1441)：鍾城郡を豆満江畔に移設。
- 1895年 - 鏡城府鍾城郡となる（二十三府制）。
- 1896年 - 咸鏡北道鍾城郡となる。
- 1914年4月1日 - 郡面併合により、咸鏡北道鍾城郡の一部(豊海面)が慶興郡に編入。鍾城郡に以下の面が成立。(6面)
  - 鍾関面・古邑面・龍渓面・豊谷面・南山面・華方面
- 1943年 (6面)
  - 鍾関面が鍾城面に改称。
  - 古邑面が行営面に改称。
- 1947年11月 - 華方面が慶興郡に編入。(5面)
- 1952年12月 - 郡面里統廃合により、咸鏡北道鍾城郡豊谷面・龍渓面・行営面および鍾城面・南山面の各一部地域をもって、鍾城郡を設置。鍾城郡に以下の邑・里が成立。(1邑17里)
  - 鍾城邑・雲岩里・龍渓里・山城里・豊川里・鐘山里・防垣里・仲峯里・窟山里・下三峯里・潼関里・鳳山里・東浦里・豊渓里・行営里・洛生里・三峯里・硯山里
- 1953年 (1邑1労働者区16里)
  - 山城里が山城労働者区に昇格。
  - 仲峯里の一部が洛生里に編入。
- 1954年10月 - 穏城郡永江里を編入。(1邑1労働者区17里)
- 1958年6月 (1邑1労働者区14里)
  - 穏城郡倉坪里を編入。
  - 龍渓里・鳳山里・鐘山里・硯山里が慶源郡に編入。
- 1961年 (1邑1労働者区13里)
  - 雲岩里が倉坪里に編入。
  - 下三峯里の一部が鍾城邑に編入。
- 1967年 - 仲峯里が仲峯労働者区に昇格。(1邑2労働者区12里)
- 1972年 - 三峯里が三峯労働者区に昇格。(1邑3労働者区11里)
- 1974年5月 - 鍾城郡廃止。
  - 鍾城邑・潼関里・永江里・豊川里・下三峯里・倉坪里・豊渓里・東浦里・山城労働者区・三峯労働者区が穏城郡に編入。
  - 洛生里・行営里・防垣里・窟山里・仲峯労働者区が会寧郡に編入。

## 下位行政区画
1945年8月15日の時点で、咸鏡北道鍾城郡には6面が所属していた。
- 鍾城面 － 종성면【鍾城面】 （チョンソン=ミョン）
- 南山面 － 남산면【南山面】 （ナムサン=ミョン）
- 行営面 － 행영면【行營面】 （ヘンヨン=ミョン）
- 龍渓面 － 용계면【龍溪面】 （ヨンゲ=ミョン）
- 華方面 － 화방면【華方面】 （ファバン=ミョン）
- 豊谷面 － 풍곡면【豊谷面】 （プンゴク=ミョン）

### 典拠
1. ↑  “世宗實錄17年(1435)秋7月19日段12160”. 朝鮮王朝實錄. 69. "○割會寧四百戶，置郡稱鍾城；割慶源三百戶，置縣稱孔城，皆兼僉節制使。"
2. 1 2 3  “世宗實錄 地理志 咸吉道 鍾城都”. 朝鮮王朝實錄. 155
3. ↑  “世宗實錄23年(1441)春1月29日段14021”. 朝鮮王朝實錄. 92. "○是月，遣都體察使皇甫仁于咸吉道，移置鍾城于愁州江邊，又置童關、東豐、西豐、鷹谷、防垣等五堡，新置高嶺、和豐、雍熙等堡于會寧。先是，多溫之平，爲野人所居，新置穩城府于多溫之平，又置豐川、周原、樂土等堡，徙南道之民及慶源人民以實之。新置訓戎鎭北安定、撫夷等堡于慶源之地，又置鎭邊堡于慶興沙次麿之地。自會寧府至于慶興豆滿江入海處沿江，皆置烟臺。"
4. ↑  함경북도 종성군 역사

## 参考

### 史書
- 『朝鮮王朝實錄』
- 『新増東國輿地勝覧』巻50

### Web
- 「明實錄、朝鮮王朝実録、清實錄資料庫」中央研究院歴史語言研究所 (台湾)